# U.D.O.
U.D.O. — немецкая англоязычная хеви-метал-группа, основанная певцом Удо Диркшнайдером в 1987 году, после ухода из группы Accept.
В 2005 году коллектив U.D.O. занял 29-е место в списке 50 лучших пауэр-метал-групп (англ. 50 Greatest Power Metal Bands) по версии сайта DigitalDreamDoor.com.

## История
С выходом в 1985 году коммерчески успешного в США альбома Metal Heart, члены группы Accept всё в большей мере ориентировались на широкий американский рынок, для которого жёсткая музыка, исполняемая группой, была малоприемлема. Это вызвало разногласия между Удо Диркшнайдером и остальными членами группы.
Вокруг группы стали появляться люди, которые пытались убедить других музыкантов, что с моим голосом они никогда не станут настоящими знаменитостями, никогда не заработают очень много денег. Мне кажется, музыканты ACCEPT тогда просто не осознавали, что лежит в основе нашей группы. Их разум был направлен исключительно на зарабатывание денег и завоевание американского музыкального рынка… Сейчас все, что тогда происходило в группе, кажется таким глупым! Группа уже продала в Америке миллион дисков с моим голосом, что же им еще не хватало, а? На наши концерты приходило по десять тысяч человек! Но в те годы музыканты ACCEPT предпочитали слушать бизнесменов.
В результате Удо Диркшнайдер создал собственный сольный проект U.D.O., продолжающий традиции Accept. Название U.D.O. произошло от имени создателя, а превращение имени в некую аббревиатуру обусловлено тем, что сам Удо Диркшнайдер не хотел, чтобы его группу определяли как исключительно сольный проект самого певца, подобно Осборну или Дио. Впрочем члены группы в шутку говорили, что U.D.O. надо понимать, как United Dipstick Organization (с англ. — «Объединенная Организация Балбесов»). Сам Удо Диркшнайдер придерживается версии United Democratic Organization (с англ. — «Объединенная Демократическая Организация»). Журналисты[какие?] же расшифровывали название как Udo Dirkschneider Orchestra (с англ. — «Оркестр Удо Диркшнайдера»).
В 1987 году группа выпустила свой первый альбом Animal House, для которого в немалой степени использовался материал, подготовленный для записи следующего, после Russian Roulette альбома Accept. Некоторые песни, например They Want War были предназначены для ещё более ранних альбомов Accept. Вместе с Диркшнайдером в записи участвовали Peter Szigeti — гитара, Frank Rittel (ex-Warlock) — бас, Mathias Dieth (ex-Sinner) — гитара, Thomas Franke — барабаны.
Не останавливаясь на достигнутом, группа в 1989 году закрепила успех альбомом Mean Machine. Несмотря на кардинальные изменения состава (с Диркшнайдером остался только Матиас Дит), альбом получился весьма успешным.
В 1990 году вышел следующий альбом Faceless World, который продюсировал Штефан Кауфманн, бывший барабанщик Accept. Несмотря на то (а может быть и из-за того), что группа в этом альбоме активно использовала клавишные, альбом очень неплохо продавался.
В 1991 году вышел наиболее «жёсткий» альбом U.D.O. Timebomb, и Удо Диркшнайдер прервал сольную карьеру для того, чтобы воссоздать Accept, с которым были записаны три альбома. Затем музыканты Accept признались, что они не хотят больше заниматься музыкой, и Диркшнайдер воссоздал группу, с которой был записан ряд удачных альбомов.
Что мне оставалось делать? Лично я не собирался забрасывать музыку, поэтому и продолжил заниматься U.D.O.
12 сентября 2012 года Штефан Кауфманн, бывший гитаристом U.D.O. с 1997 года, покинул группу из-за проблем со здоровьем, однако он продолжил сотрудничество с группой в качестве продюсера.
15 января 2013 года официальный сайт группы представил нового участника группы, которым стал Андрей Смирнов.
24 января 2013 года на официальном сайте группы было объявлено об уходе Игоря Джианолы из группы, новым гитаристом стал Каспери Хейккинен.
В декабре 2014 года по личным причинам группу покинул Франческо Джовино.
6 февраля 2015 года официальный сайт группы представил нового участника группы, которым стал сын Удо — Свен Диркшнайдер.
17 февраля 2017 года Каспери Хейккинен покинул U.D.O.
31 марта 2017 года место Каспери Хейккинена занял Билл Хадсон, став новым гитаристом U.D.O.
23 апреля 2018 года Хадсон покинул группу. На время турне в группу вернулся Штефан Кауфманн.
20 сентября 2018 года Фитти Винхольд объявил о том, что он покидает группу.
В 2018 году группа стала победителем голосования читателей журнала Metal Hammer в номинации «Лучшее концертное выступление». 5 октября 2018 года было объявлено, что новыми членами группы стали гитарист Ди Даммерс (экс-The Treatment, Dirty D´Sire и Tracy Ate A Bug) и басист Тилен Худрап (экс-Wartune, Thraw, Paradox и Pestilence).
4 сентября 2022 года во время концерта в Мюнхене басист Тилен Худрап почувствовал сильное недомогание и был госпитализирован. Его место в ходе предстоящего европейского турне занял бывший басист группы Accept Петер Балтес.
15 декабря 2022 года группа рассталась с Тиленом Худрапом. 13 апреля 2023 года было объявлено, что Петер Балтес присоединился к группе на постоянной основе .

## Дискография

### Студийные альбомы
- Animal House (1987)
- Mean Machine (1989)
- Faceless World (1990)
- Timebomb (1991)
- Solid (1997)
- No Limits (1998)
- Holy (1999)
- Man and Machine (2002)
- Thunderball (2004)
- Mission No. X (2005)
- Mastercutor (2007)
- Dominator (2009)
- Rev-Raptor (2011)
- Steelhammer (2013)
- Decadent (2015)
- Steelfactory (2018)
- We are One (2020)
- Game Over (2021)
- Touchdown (2023)

### Концертные альбомы
- Live from Russia (2001)
- Nailed to Metal — The Missing Tracks (2003)
- Mastercutor Alive (2008)
- Live in Sofia (2012)
- Steelhammer — Live from Moscow (2014)
- Navy Metal Night (2015)
- Pandemic Survival Show — Live in Bulgaria (2020)

### Сборники
- Best Of (1999)
- Metallized (2007)
- Celebrator (2012)

### Синглы/EP
- They Want War (1988)
- Heart of Gold (1990)
- Faceless World (1990)
- Two Faced Woman (1997)
- Independence Day (1997)
- Lovemachine (1998)
- Dancing With an Angel (2002)
- 24/7 EP (2005)
- The Wrong Side of Midnight EP (2007)
- Infected EP (2009)
- Leatherhead EP (2011)
- Metal Machine (2013)
- Steelhammer (2013)
- Decadent (2014)

### DVD
- Nailed To Metal — The Complete History (2003)
- Thundervision (2004)
- Mastercutor Alive (2008)[15]
- Live in Sofia (2012)
- Steelhammer — Live from Moscow (2014)
- Navy Metal Night (2015)
- Pandemic Survival Show — Live in Bulgaria (2020)

## Состав группы

### В настоящий момент
- Удо Диркшнайдер — вокал (1987—1992, 1996 — настоящее время)
- Андрей Смирнов — гитара (2013 — настоящее время)
- Ди Даммерс — гитара (2018 — настоящее время)
- Петер Балтес — бас-гитара (2023 — настоящее время)
- Свен Диркшнайдер — ударные (2015 — настоящее время)

### Концертные участники на данный момент
- Харрисон Янг — клавишные (2015 — настоящее время)

### Бывшие участники
- Питер Сигети — гитара (1987)
- Франк Риттель — бас-гитара (1987)
- Дитер Рубах — бас-гитара (1987—1989)
- Томас Франке — ударные (1987—1989)
- Энди Сюземиль — гитара (1987—1990, 1991)
- Матиас Дит — гитара (1987—1992, 1996)
- Томас Смужински — бас-гитара (1988—1992)
- Штефан Шварцманн — ударные (1988—1992,1996 — 1999)
- Волла Боем — гитара (1990)
- Франк Фрике — гитара (1991—1992)
- Штефан Кауфманн — гитара (1996—2012, 2018), клавишные (1990)
- Йорг Фишер — гитара (1996) (A Tribute to Judas Priest: Legends of Metal)
- Юрген Граф — гитара (1996—1999)
- Игорь Джианола — гитара, бэк-вокал (1999—2013)
- Лоренцо Милани — ударные (2000—2004)
- Франческо Джовино — ударные (2004—2014)
- Каспери Хейккинен — гитара (2013—2017)
- Билл Хадсон — гитара (2017—2018)
- Фитти Винхольд — бас-гитара, бэк-вокал (1996—2018)
- Тилен Худрап — бас-гитара (2018 — 2023)

### Концертные участники
- Маркус Биленберг — бас-гитара (2004)
- Улли Кёльнер — клавишные (1990, 2013—2015)
- Уинфред Клифтон — клавишные (1999)